# スランプ試験

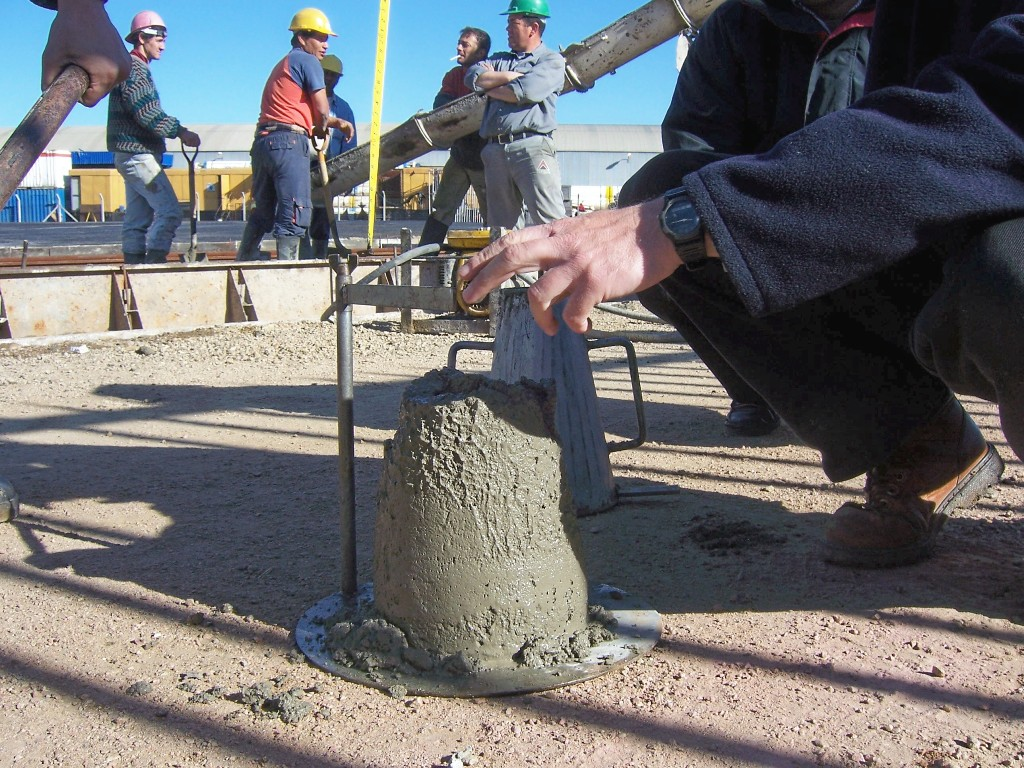
スランプ試験の様子。後ろに置かれているのがスランプコーンである。

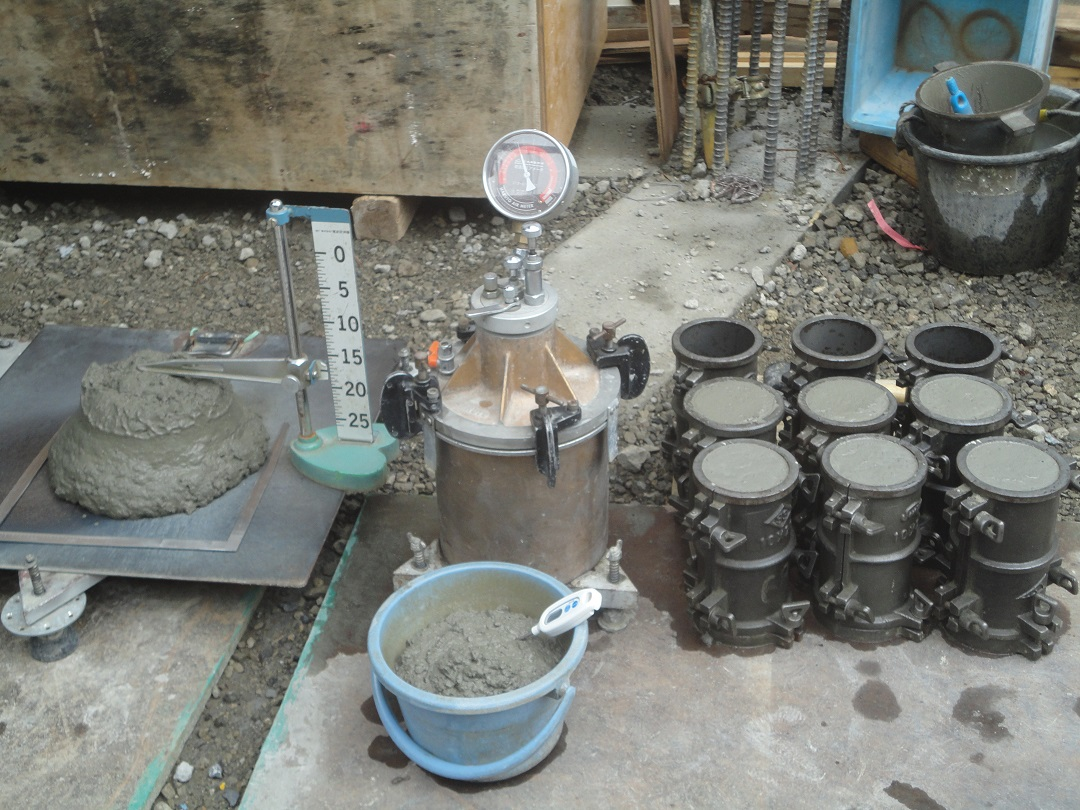
生コンクリートの試験等の様子。左はスランプ及びスランプフローの計測。中央は空気量の計測、その下は生コンの温度測定。右は固化後の強度試験に使われるサンプル。

スランプ試験（スランプしけん、Concrete Slump Test）とは、凝固前の生コンクリート（生コン）の流動性を示す値であるスランプ (slump)、スランプ値を求める試験のこと。スランプの値が大きくなるほど流動性の高い生コンクリートである。単位はcmで表す。スランプはコンクリート打設作業の難易と効率、ワーカビリティー（workability) を調べる指標になる。

## スランプ試験の方法

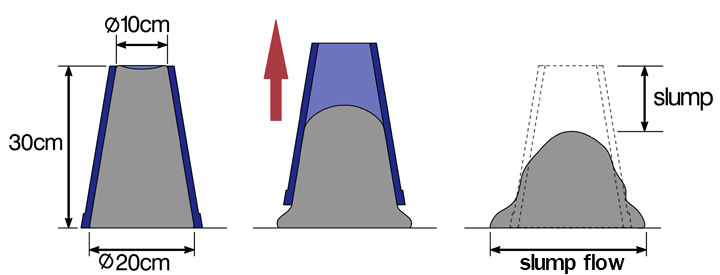
スランプ試験の方法

スランプ試験は次のように行われる。スランプコーン (slump cone) と呼ばれる試験用の入れ物に生コンクリートを入れ、突棒で攪拌した（25回程）あとで垂直上にスランプコーンを抜き取り、コンクリート頂部の高さが何cm下がったかを測定する。数値が大きければその分下がっているので生コンクリート流動性が高いといえる。建築ではスランプは15cmから18cmがよく使われる。
なお、あまりにも流動性の高いコンクリートは、スランプコーンを引き抜くと水溜り状に拡がってしまう。その場合はスランプ値の代わりに、試験体の広がりの直径の値をスランプフロー(slump flow)として用いる。

## ワーカビリティと施工
ワーカビリティーの高低は打設対象が建築物なのか、土木構造なのかと対象によって異なる。例えば、ビルなどの建築物は鉄筋が密集していたり、開口部の配置などによる型枠の形状で左右されるため、流動性・作業精度の高いコンクリートが要求される。低すぎると、鉄筋の隙間にコンクリートが回らないことによるジャンカなどの欠陥が発生する。ダムなどの土木工事の場合、鉄筋間隔が十分にあり、強度や重量が必要であることから、水分量が少なく高強度・低スランプのコンクリートが使用される。

## スランプとコンクリートの強度
一般的にコンクリート中の水を多くすることによりスランプが大きくなるが、水を過剰に加えるとコンクリートの強度低下につながる。コンクリートと水との関係は水セメント比と呼ばれる重量比率が建築基準法の関係法規で定められている。水を過剰に使用することなく、コンクリートの流動性を確保するため、コンクリートに混ぜて使用される混和剤という薬品（AE剤やAE減水剤）もある。コンクリートの強度に対するスランプの上限等の規定はあるが、物性としてスランプの値とコンクリートの強度の直接的な関連性はない。
強度は水セメント比によって支配されており、スランプと強度は全く関係ない。スランプのが大きくても小さくても水セメント比は同じであり、スランプの大小は配合(セメント＋水、細骨材、粗骨材、の割合）によって決まる。JASS5などで単位水量の上限があり、水の量を減らす必要があるためAE減水剤や高性能AE減水剤などを使い単位水量を減らしている。

## スランプフロー
スランプ試験の際にスランプフローの値も計測される。JISやJASS 5には許容値についての記述はないが、スランプの値の1.5倍から1.8倍になると良いコンクリートとされる。配合自体がスランプでなくスランプフローの配合(50-60-20N等)はスランプフローで管理する必要がありスランプフローの規格値がある。